# Cultura de Cernavodă
La cultura de Cernavoda, circa 4000 a. C.—3200 a. C., es una tardía cultura arqueológica del calcolítico del curso bajo de los ríos Bug y Danubio localizada a lo largo de la costa del mar Negro y en cierto modo en el interior. Toma su nombre de la ciudad rumana de Cernavodă.
Sucedió y ocupó la misma área de la cultura Gulmenita de los inicios del Neolítico.

## Descripción
Se caracterizó por poblados cercados sitos en elevaciones.
La cerámica comparte características con la hallada más al este en las estepas. Los enterramientos son semejantes a los más lejanos del este. 
Dentro del contexto de la hipótesis del Kurgan, parece una cultura híbrida kurganizada combinada con los más antiguos elementos no indoeuropeos e indoeuropeos. 
Es considerada parte del "complejo balcano-danubiano" que se extiende por todo un tramo entero del curso superior del río, y se adentra en la vía septentrional alemana del Elba y forma también parte de la cultura de Baden. La porción noreste es conocida como la ancestral cultura de Usatovo. 
En épocas posteriores, la región linguísticamente es dacia y tracia.